# Yasawa-Inseln
Die Yasawa-Inseln, alter Name: Ya-Asaua Group (Wilkes), sind ein dünn besiedelter Archipel im südlichen Pazifischen Ozean, der politisch zum Inselstaat Fidschi gehört.

## Geographie
Die Inselgruppe erstreckt sich über eine Länge von mehr als 90 Kilometern vor der Nordwestküste von Viti Levu. Südlich schließt sich der Mamanuca-Archipel an. Die Yasawas bestehen aus sieben Hauptinseln mit bewohnten Dörfern und zahlreichen kleinen Eilanden ohne Siedlungen. Auf einigen davon befinden sich jedoch exklusive Inselresorts mit Hotelanlagen. Größte Insel ist Yasawa, die der Gruppe auch ihren Namen gab.
Im Vergleich zu den über 1000 m aufragenden Nachbarinseln Viti Levu und Vanua Levu sind die Yasawas deutlich niedriger. Die höchste Erhebung ist der Batinareba auf der Insel Waya mit 579 m. Die Landschaftsform ist hügelig, mit einem mehr oder weniger ausgedehnten Küstentiefland. Einige der kleinen Eilande, insbesondere im Westen der Inselkette, sind niedrige Atolle, die sich nur wenige Meter über die Meeresoberfläche erheben.

### Klima
Die langjährige monatliche Durchschnittstemperatur beträgt 22 °C für den Juli und 26 °C für den Januar. Feuchtigkeit bringt der Südost-Passat, hauptsächlich zwischen November und April, doch die niedrigeren Yasawas profitieren davon nur in verhältnismäßig geringem Maße. Das Klima ist deutlich trockener als an der Luvseite der großen und hohen Fidschi-Inseln.
Von Zeit zu Zeit wird der Archipel von tropischen Wirbelstürmen heimgesucht. Im März 1997 verwüstete der Zyklon „Gavin“ die nördlichen Yasawa-Inseln und im Dezember 2012 richtete der Zyklon „Evan“  große Schäden an.

### Geologie
Die Yasawas und der südliche Teil des benachbarten Viti Levu bestehen aus 50 Millionen Jahre altem, vulkanischem Gestein des Eozän, während im zentral westlichen und östlichen Teil Viti Levus vorwiegend erheblich jüngeres Andesit-Gestein des Pliozän zu finden ist.:112

### Flora
Die altheimische Flora ist nach Westen orientiert, die Fidschi-Inseln teilen sich über 90 % der Arten mit dem westlich gelegenen Neuguinea. Die übrigen 10 % sind zu einem großen Teil Endemiten. Als Überträger der Pflanzen dienten vor allem Vögel und Fledermäuse, aber auch periodisch auftretende Starkwinde und Meereswellen.:113
Die nicht für die Landwirtschaft genutzten Flächen sind überwiegend von Trockenwald bedeckt, der, im Gegensatz zu den Hauptinseln der Fidschis, weitgehend noch ungestört ist, insbesondere auf den nicht besiedelten, kleinen Inseln.
Der Trockenwald ist saisonal, denn in den südlichen Sommermonaten wird er mit mehr Feuchtigkeit versorgt als in den Wintermonaten. Der Wald setzt sich vorwiegend zusammen aus Dacrydium nidulum, einer Konifere aus der Familie der Steineibengewächse, und Fagraea gracilipes, einer auf Fidschi endemischen Baumart, deren widerstandsfähiges Holz von den Ureinwohnern zum Kanubau genutzt wurde. Weitere häufige Pflanzen sind Pandanus sp., der Lichtnussbaum (Aleurites moluccana) und verschiedene Feigen-Arten (Ficus sp.). Die küstennahe Vegetation ist durchsetzt mit Kokospalmen. Inzwischen ist jedoch die Kasuarine (Casuarina equisetifolia) mit robusten Gräsern als Unterwuchs vermehrt anzutreffen, eine Folge der Brandrodung. Ebenfalls von der Brandrodung begünstigt wird die Ausbreitung von „talasiqa“ (gesprochen talasinga, ein Fidschi-Ausdruck für sonnenverbranntes Land), einem anthropogenen Grasland ohne schattenspendende Bäume.
Auf einigen unbewohnten Inseln, zum Beispiel auf Nanuya Lailai, gibt es ausgedehnte Haine von Kokospalmen, die von den Bewohnern der Nachbarinseln kultiviert und abgeerntet werden. Noch im 19. Jahrhundert soll es auf den Inseln häufiger Bäume der Gattung Santalum gegeben haben, das begehrte und teure Sandelholz wurde jedoch nach China vermarktet.:122–123

## Inseln
- Drawaqa
- Kuata
- Matacawa Levu mit dem Dorf Vuake
- Nacula mit den Dörfern Nasisili (auch Sisili) und Nacula
- Nanuya
- Nanuya Balavu
- Nanuya Lailai
- Nanuya Levu
- Nanuya-i-Ra
- Nanuya-i-Yata
- Narara
- Naukacuvu
- Naviti mit den Dörfern Soso, Muaira, Kese, Malevu, Marou, Somosomo, Nasoqo und Gunu
- Sawa-i-Lau
- Tavewa
- Tiliva
- Waya mit den Dörfern Yalobi, Wayalevu und Natawa
- Waya Lailai
- Wayasewa mit den Dörfern Naboro, Yamata und Namara (heute eine Hotelsiedlung)
- Vawa
- Viwa
- Yaqeta mit dem Dorf Matayalevu
- Yasawa mit den Dörfern Tamusua, Nabukeru, Teci, Bukama und Yasawairara,
- Yawini

## Bildergalerie

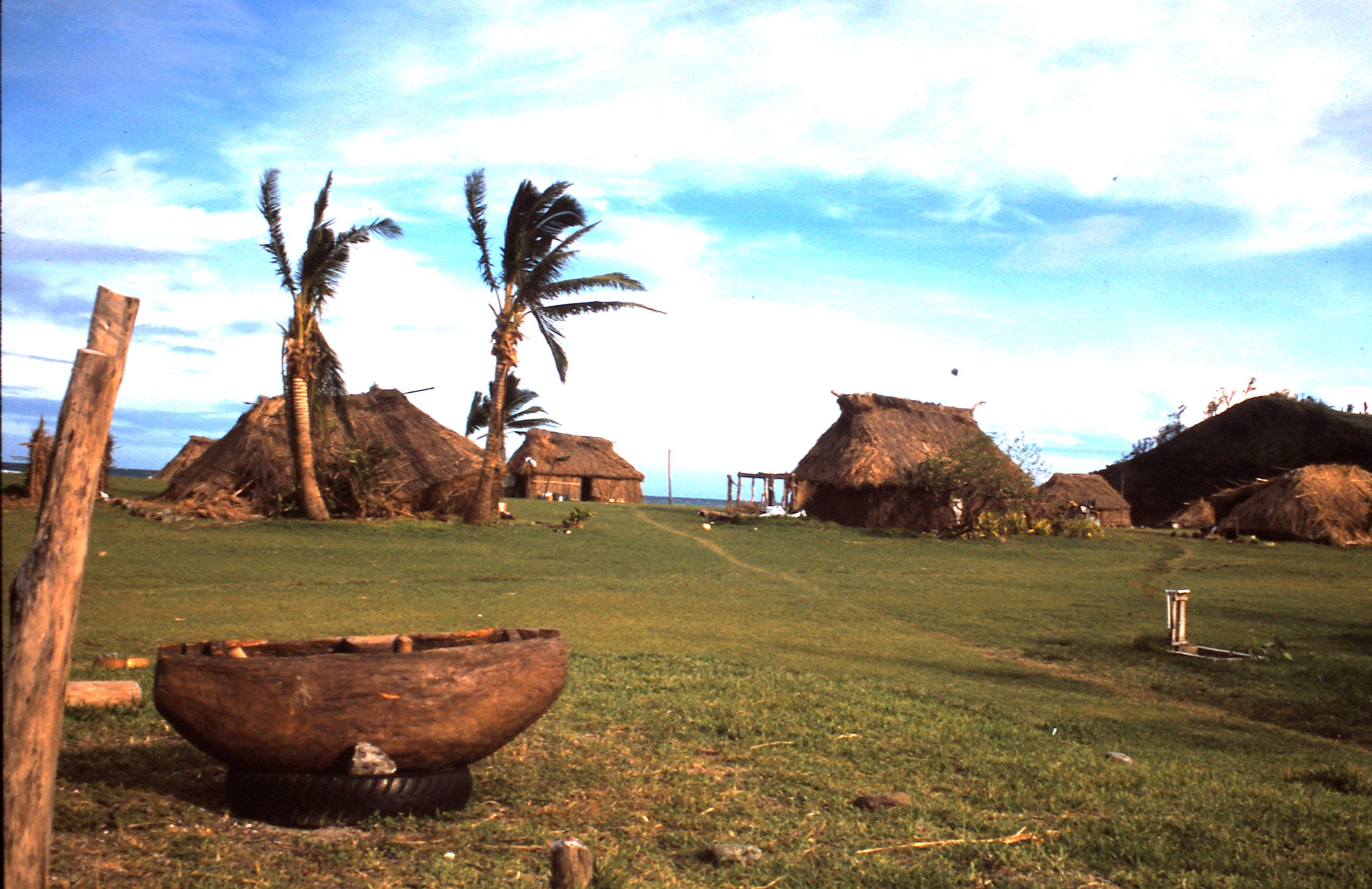
Teci auf Yasawa, Schäden durch den Zyklon „Gavin“
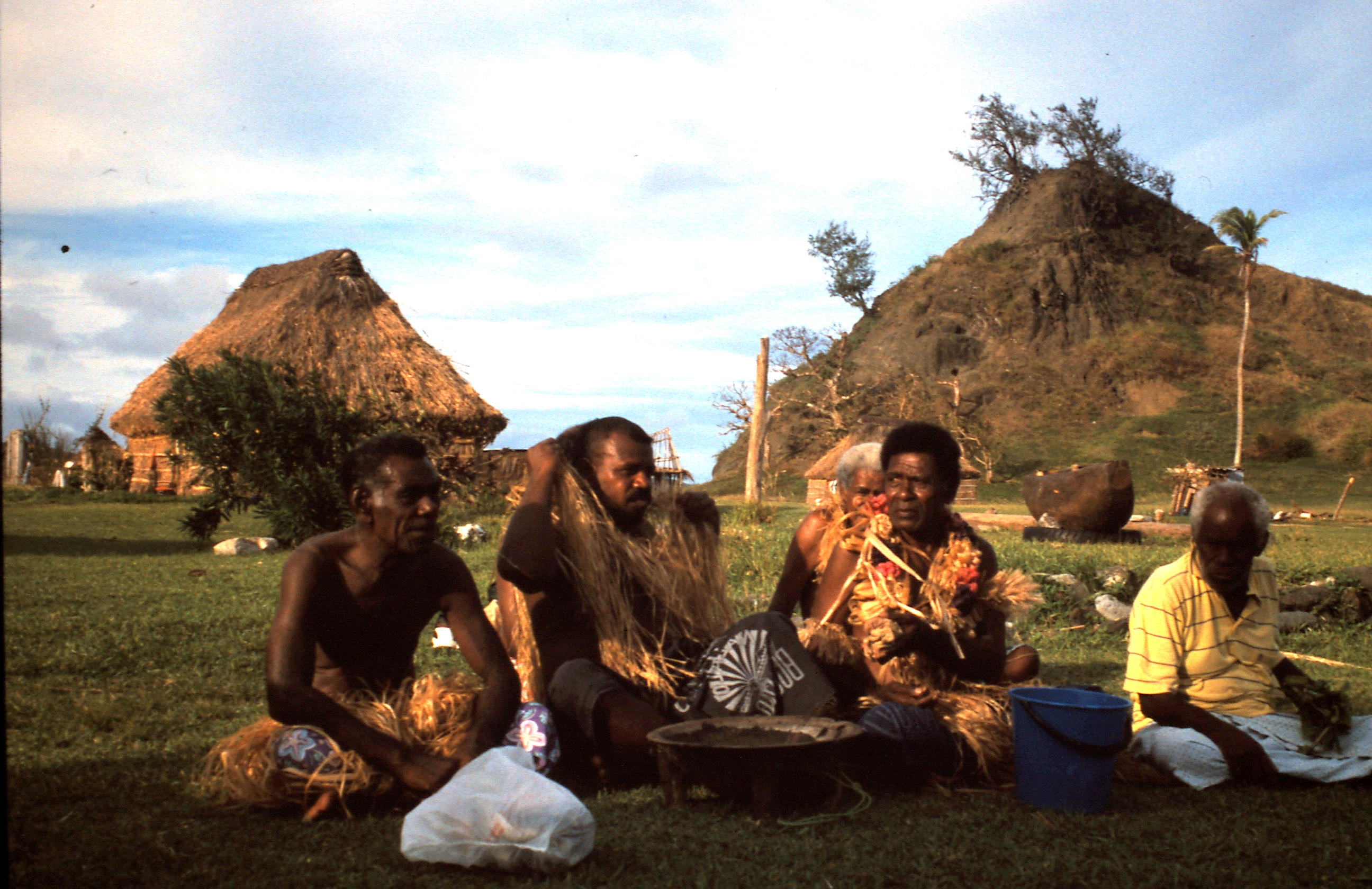
Kava-Zeremonie im Dorf Teci auf Yasawa
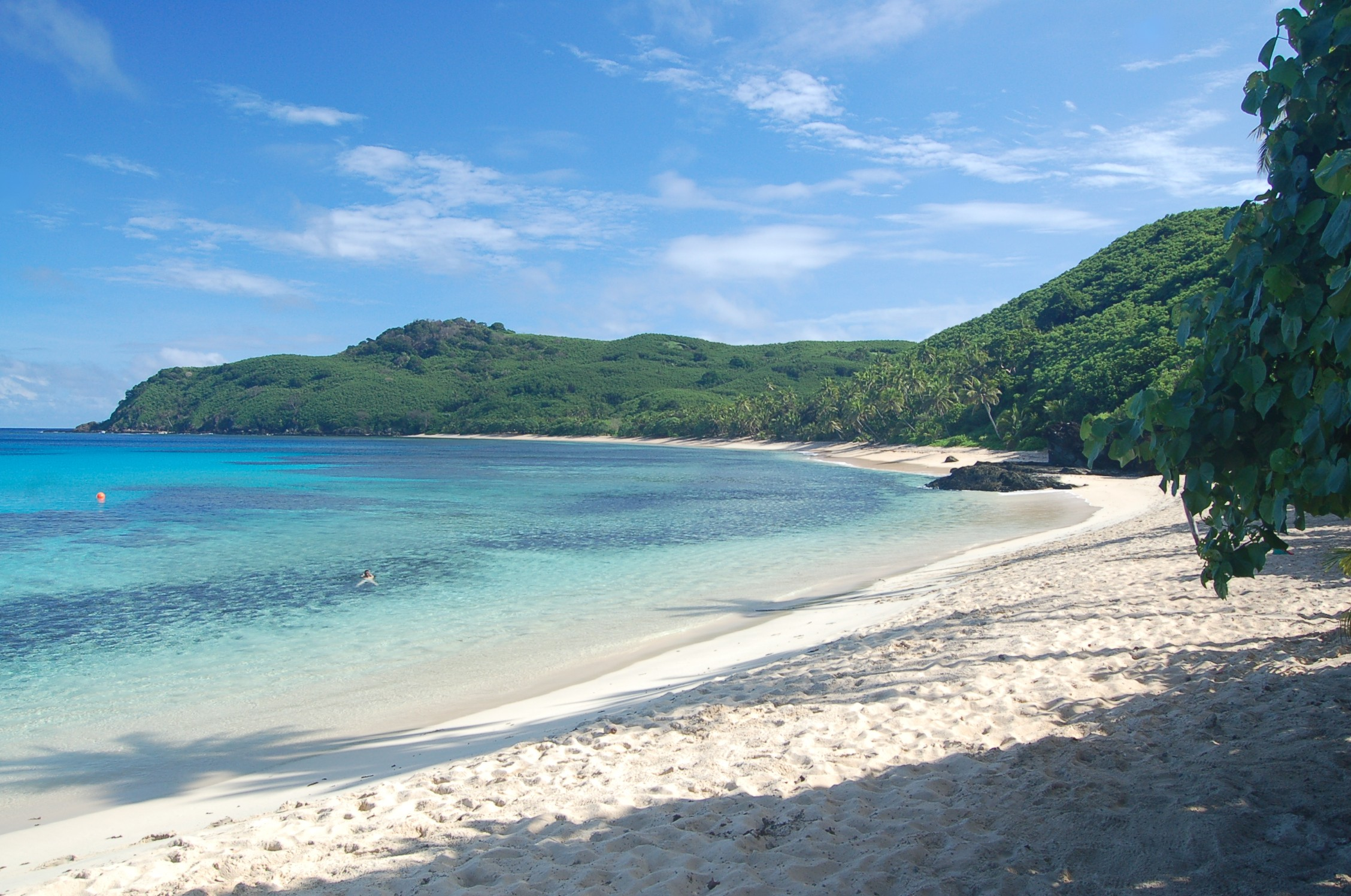
Strand auf der Insel Waya
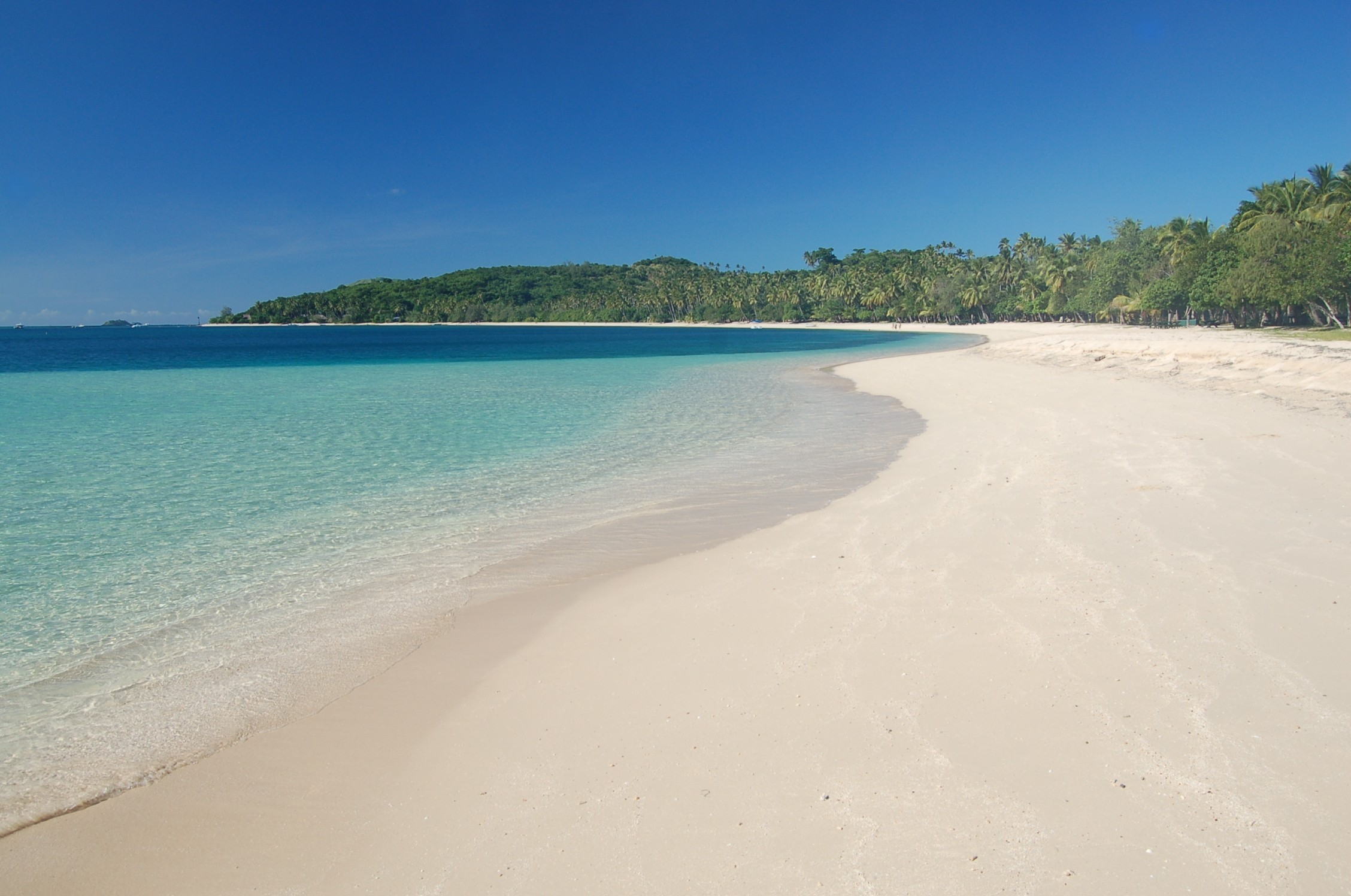
Strand auf Nanuya Lailai
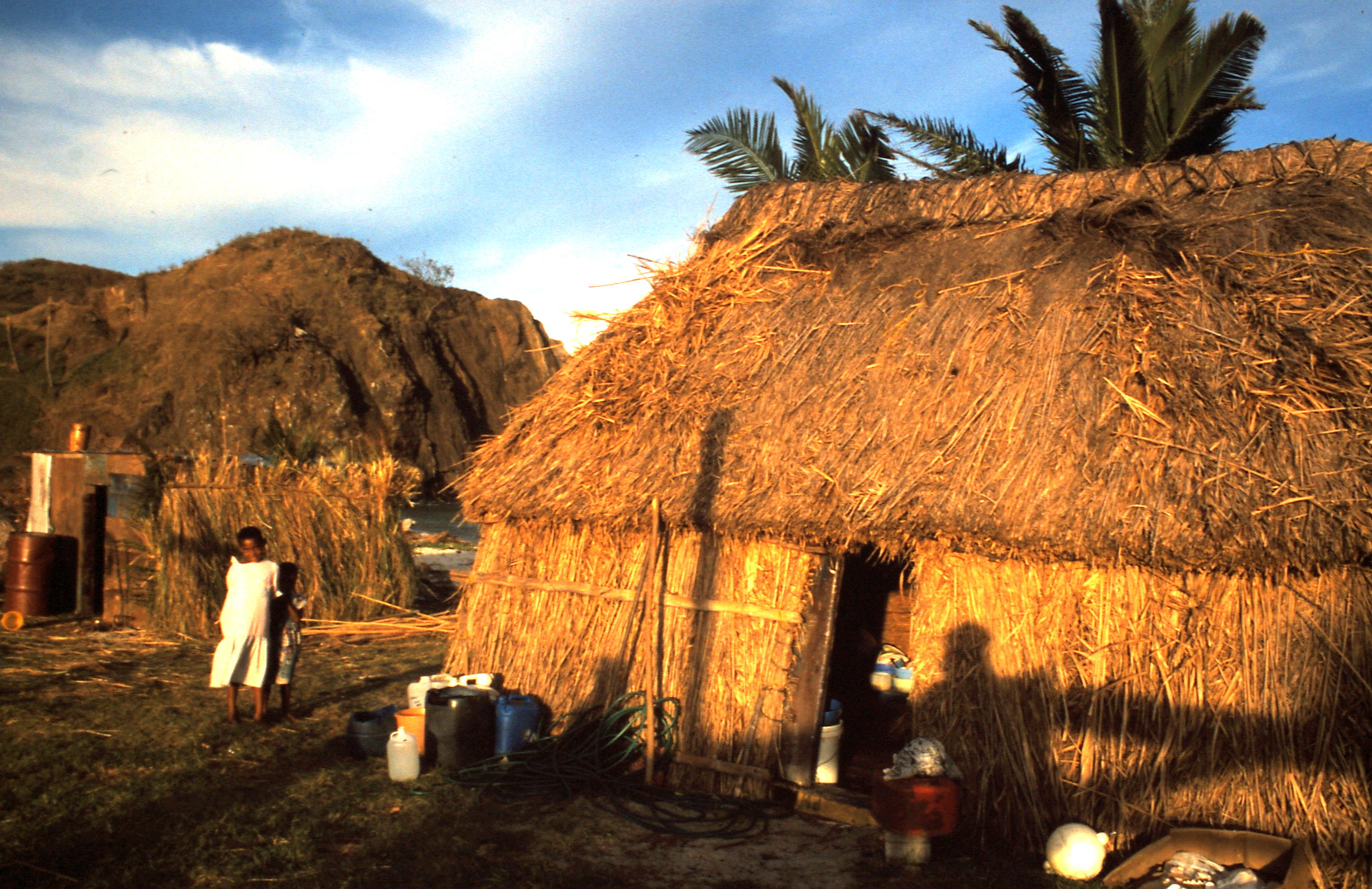
Wohnhaus auf Matacawa Levu

## Geschichte

### Vorgeschichte
Die Frühgeschichte der Yasawas liegt weitgehend im Dunkeln, da die Fidschis keine Schrift entwickelt haben. Die Forschung fußt daher ausschließlich auf der ethnologischen Auswertung mündlicher Überlieferungen und auf archäologischen Befunden.
Der britisch-neuseeländische Journalist und Abenteurer Arthur James Vogan (* 8. August 1859; † 27. Februar 1948), u. a. arbeitete er als Farmer und Goldsucher und diente als Sergeant im Burenkrieg, hatte sich als Amateur-Ethnologe und -Archäologe auf die Felsbildkunst der Aborigines spezialisiert. Er sah die Polynesier als ein aus Asien stammendes Seefahrervolk an, das über den indonesischen Archipel in den Pazifik gelangt war und schließlich den amerikanischen Kontinent erreichte. Zu einer Zeit, als die Ex-Amerika-Theorie der Rapanui unter Wissenschaftlern als selbstverständlich angesehen wurde, war das eine revolutionäre und belächelte Ansicht. Auch die Aborigines betrachtete er als asiatische Migranten.
1930 fand Vogan auf Yasawa Felsgravuren in einer Höhle auf der kleinen Insel Sawa-i-lau, von denen er annahm, dass sie Elementen der chinesischen Schrift der Shang-Zeit ähnelten. In einer Felsformation will er eine 14 m hohe Statue eines sitzenden Mannes mit einem Kind auf seinem Schoß erkannt haben. Er sah dies als Beweis dafür, dass der Fidschi-Archipel von Asiaten besiedelt worden war. Die den Ureinwohnern heiligen Sawa-I-Lau-Höhlen sind heute eine kleine Touristen-Attraktion und befinden sich in einer Bucht auf einer Kalksteinklippe über Wasser. Sie sind der Legende nach der Ruheplatz des zehnköpfigen fidschianischen Gottes Ulutini.
Die Bewohner der Yasawas gehören zur melanesischen Bevölkerungsgruppe. Einige der tradierten Mythen berichten, die Inseln seien von Samoa oder von Tanna aus besiedelt worden, andere wiederum behaupten, Flüchtlinge von Tonga seien die ersten Siedler gewesen.  Eine Initialbesiedlung von dem nahegelegenen Viti Levu ist aber eher anzunehmen. Wann die ersten Menschen auf den Yasawas eintrafen, ist nicht abschließend geklärt, Radiokarbondatierungen aus den bisher ausgewerteten Fundstellen reichen bis ca. 800 v. Chr. zurück.
Zunächst bewohnten die Siedler küstennahe Höhlen und Felsüberhänge. Danach errichteten sie strandnahe Kleinsiedlungen und organisierten sich recht bald in inselspezifischen Stammesgesellschaften.
In der zweiten Hälfte des 18. Jahrhunderts konnte sich die kleine, aber dicht besiedelte Insel Bau an der Ostküste von Viti Levu eine Vormachtstellung im Fidschi-Archipel sichern. Die Krieger von Bau eroberten auch die nördlichen Yasawa-Inseln. Zur gleichen Zeit gerieten die südlichen Yasawa-Inseln unter die Hegemonie des Königreiches Lawa von der Insel Malolo, der größten Insel im Mamanuca-Archipel.:14
Die frühen europäischen Besucher schildern die Bewohner der Yasawa-Inseln nahezu unisono als „kriegerische Wilde“ und „Kannibalen“. Die Funde zahlreicher Festungen mit Erdterrassen und einem Ringgraben, wie wir sie ähnlich auch aus den neolithischen Kulturen Europas kennen, bestätigen die mündlichen Überlieferungen über eine militante Gesellschaftsordnung mit zahllosen Stammeskriegen.
Die Stammesmythen und die Aufzeichnungen der Europäer berichten von Kannibalismus auf den Yasawa-Inseln. Inzwischen gibt es dazu auch archäologische Befunde. In ausgegrabenen Abfallhaufen auf der Insel Waya wurden die Nahrungsreste analysiert. Zwischen den Überresten von Fischen (etwa 50 %) und anderen Meerestieren, der Avifauna, Hühnern und der Pazifischen Ratte fanden die Archäologen auch zahlreiche Menschenknochen, teilweise zerkleinert. Die bisherigen Befunde deuten auf Exokannibalismus, auf das Verzehren besiegter Feinde, in einem Zeitabschnitt zwischen 700 und 500 v. Chr. hin.:29

### Europäische Entdeckung
Der britische Seefahrer William Bligh hat 1789 die Yasawas für Europa entdeckt. Die Meuterer der Bounty hatten Bligh und 18 Mannschaftsmitglieder vor Tofua in der 7,5 m langen Barkasse ausgesetzt. In dem offenen Boot segelten die Seeleute auf nordwestlichem Kurs zwischen den nördlichen Yasawas hindurch. Trotz des Mangels an Wasser und Nahrung wagten die Männer es aus Furcht vor Kannibalen nicht, auf einer der Inseln an Land zu gehen. Ungeachtet der Strapazen zeichnete Bligh eine Karte und beschrieb in seinen Aufzeichnungen sorgfältig das durchquerte Gebiet mit seinen Gefahren für die Schifffahrt, den Inseln, Riffen und Felsen.   Die Region zwischen Vanua Levu und den Yasawas ist heute unter Hochseeseglern als „Bligh Water“ bekannt.
Ein weiterer früher Besucher war der britische Handelskapitän Henry Barber, der im Pazifikhandel mit Salzfleisch, Pelzen, Zucker, Rum und Kaliko engagiert war. Auf der Route von Australien nach China durchquerte er mit seiner Schnau Arthur von Westen kommend die Yasawa-Inseln. Vor Waya wurde die Arthur von mehreren, mit Kriegern vollbesetzten Kriegskanus attackiert. Barber konnte den Angriff mit den Drehbassen des Schiffes und mit Handfeuerwaffen abwehren. Am 26. und 27. April 1794 ankerte die Arthur an der Westküste von Viti Levu und Barber hatte erneut eine Auseinandersetzung mit den kriegerischen Einheimischen, bei der mehrere Insulaner getötet und zwei Mannschaftsmitglieder verwundet wurden.
Die erste vollständige Karte der Yasawa-Inseln verdanken wir der United States Exploring Expedition (US Ex Ex) unter der Führung von Charles Wilkes. Zwei Schiffe der Expedition, USS Vincennes und USS Peacock, kreuzten im August 1840 mehrere Tage in den Gewässern der Yasawas, um die Inseln zu vermessen und zu kartieren. Wilkes ging auf drei Inseln an Land: Naviti, Waya (Waia) und Yasawa. Alle drei waren bewohnt und die Amerikaner wurden freundlich empfangen. Auf Yasawa sah Wilkes ein völlig zerstörtes Dorf mit verwüsteten Feldern, die Folge eines erst kurz zuvor stattgefundenen Stammeskrieges.

### Neuzeit
Der Pazifikkrieg blieb auch für die Yasawa-Inseln nicht folgenlos. Man befürchtete eine japanische Invasion Neuseelands und wollte die Fidschi-Inseln als Vorposten befestigen. Nachdem schon 1941 die Royal New Zealand Navy die Insel Viti Levu mit Küstengeschützen, Flugabwehrkanonen, Radarposten und der Stationierung kleinerer Kriegsschiffe sowie von Catalina-Flugbooten zur Patrouille und der U-Boot-Jagd verteidigungsbereit gemacht hatte, übernahmen die USA ab 1942 die Verantwortung für die Seeverteidigung. Im Juni 1942 verlegte die US Navy 700 Seeminen rund um die Yasawas.

## Politik und Wirtschaft

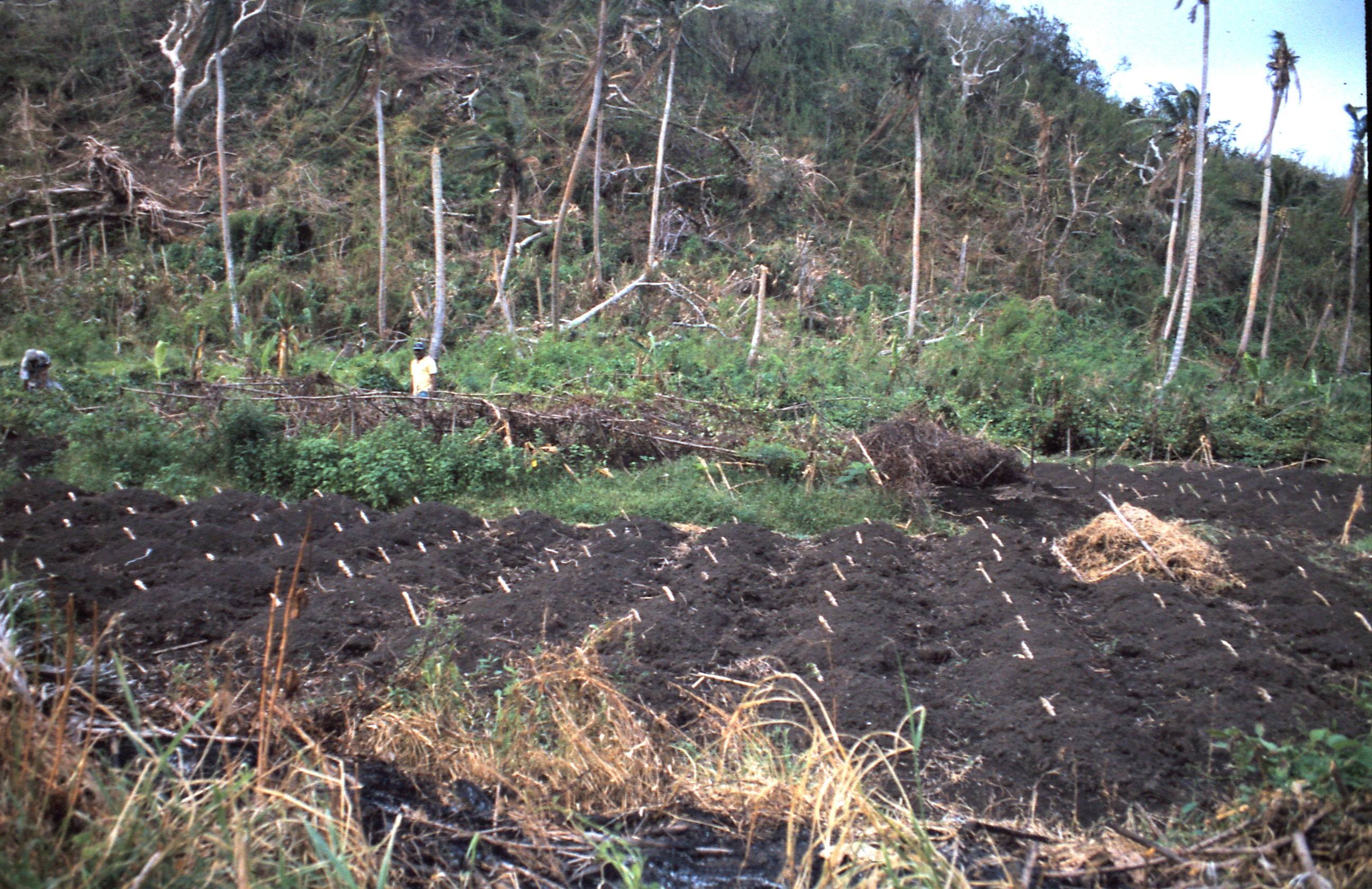
Yasawa, Maniokpflanzung auf frisch gerodetem Feld

Der Archipel gehört heute politisch zur Provinz Ba, der bevölkerungsreichsten der 14 Provinzen Fidschis, in der Western Division der Insel Viti Levu. Obwohl die Vorsteher der Dörfer inzwischen demokratisch gewählt werden, basiert das Zusammenleben immer noch stark auf verwandtschaftlichen Beziehungen, dem Stamm, dem Clan und der (Groß-)Familie. Auch die Kirchen – Methodistische und Wesleyanische Kirchen, die Römisch-katholische Kirche, Assemblies of God und Siebenten-Tags-Adventisten – üben starken Einfluss aus.
Die Einwohner der Yasawa-Inseln leben hauptsächlich von der Subsistenzwirtschaft. Neben der küstennahen Fischerei mit dem Speer oder dem Netz werden auch Muscheln, Krustentiere und Mollusken gesammelt. Früher – heute aber seltener – wurden Fische auch mit steinernen Fischfallen gefangen. Eine archäologische Luftbildauswertung zeigte Überreste von 65, zum Teil sehr großen Anlagen.:10 Die Landwirtschaft ist eine Kombination von Gartenbau, vorwiegend Knollenfrüchte wie Yams, Süßkartoffeln und Maniok, sowie ressourcenschonender Baumnutzung, zum Beispiel von Brotfruchtbäumen und Kokospalmen zur Kopra-Produktion.
Handelsprodukte sind Kopra und Flechtmatten in geringem Umfang. Gelegentlich werden auch Fische, Krustentiere und Früchte an die Hotels geliefert.
Hauptstandbein der Wirtschaft sind mittlerweile die exklusiven Resorts, die auf einigen Inseln entstanden sind, mit Tagespreisen im hohen dreistelligen Dollar-Bereich. Gäste sind vor allem US-Amerikaner, Japaner, Australier und neuerdings auch reiche Chinesen. Allerdings profitieren die Bewohner der Yasawas davon kaum. Nur wenige Insulaner haben Erwerbsquellen direkt oder indirekt im Tourismus und in den Hotelanlagen gefunden.

## Infrastruktur

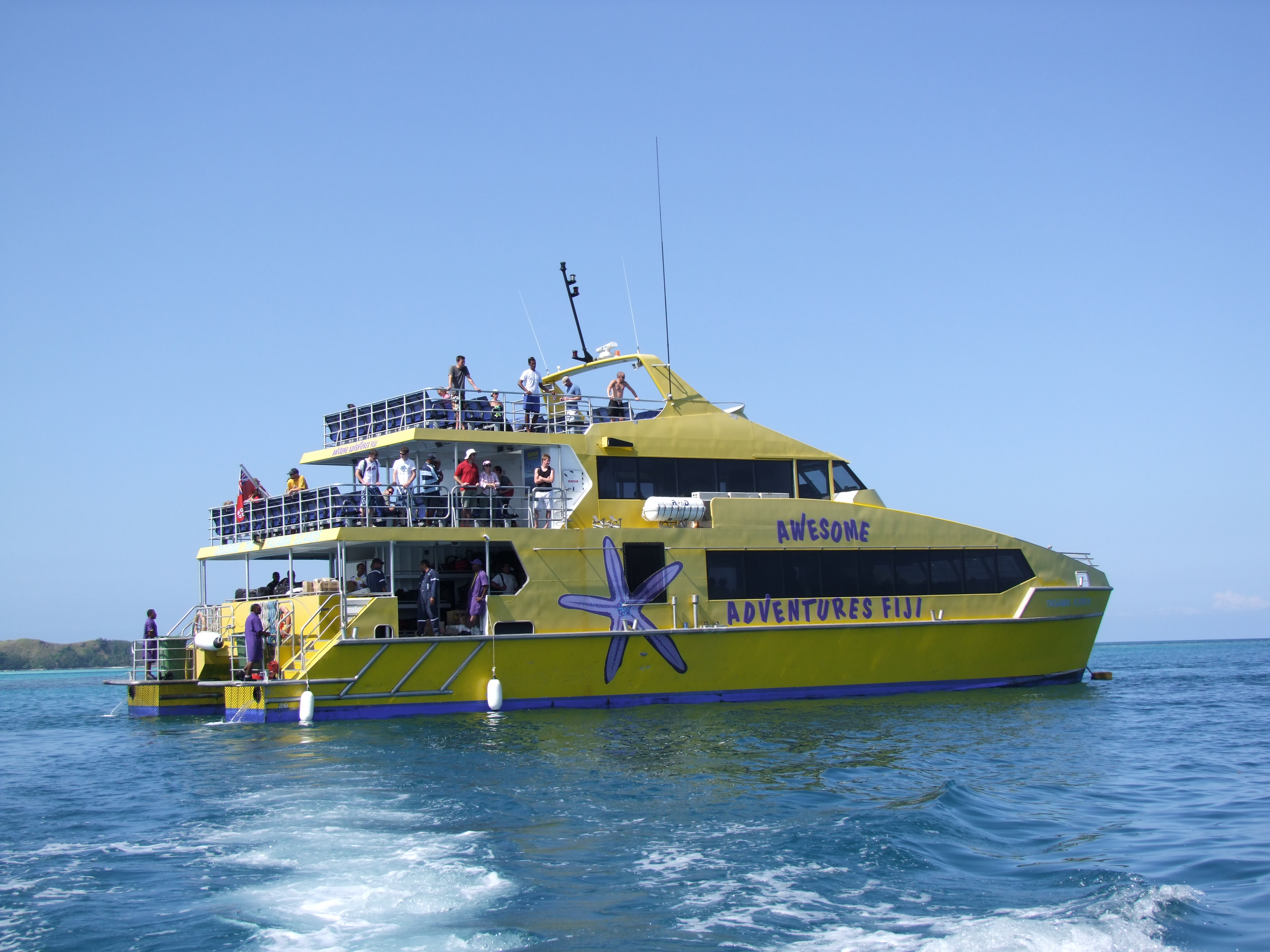
Der „Yasawa Flyer“; Katamaran-Fähre von Port Denarau zu den Yasawas

Die Inseln selbst sind nur unzureichend erschlossen. Es gibt keinerlei befestigte Straßen, keine Eisenbahn und keine ausgebauten Häfen. Nur wenige Dörfer sind durch unbefestigte Wege oder Fußpfade miteinander verbunden. Versorgungsgüter und einheimische Passagiere reisen meist mit den kleinen Küstenmotorschiffen, die die Inseln in unregelmäßigen Abständen anlaufen. Sie nehmen auch die wenigen Handelsgüter der Yasawas mit. Die Schiffe liegen auf Reede und die Waren müssen in kleine Boote umgeladen werden.
Zwischen Port Denarau bei Nadi und einigen Yasawa-Inseln verkehrt täglich eine Katamaran-Fähre. Im Norden der Insel Yasawa, in der Nähe des Dorfes Bukama, liegt der „Yasava Island Airport“ (IATA-Flughafencode: YAS, ICAO-Code: NFSW), nur eine unbefestigte Landebahn ohne Nebengebäude, die nicht im Linienverkehr bedient wird. Eine schnelle, aber für die Insulaner zu kostspielige Transportmöglichkeit ist das Wasserflugzeug von Port Denarau oder der Hubschrauber vom Flughafen Nadi. Die für den Touristen komfortabelste Art, die Yasawas zu erkunden, sind mehrtägige Minikreuzfahrten von Denarau, zum Beispiel mit „Blue Lagoon Cruises“.
In den größeren Dörfern gibt es Grundschulen, weiterführende Schulen nur auf der Insel Naviti oder auf Viti Levu.
Ein öffentliches Stromnetz oder eine zentrale Wasserversorgung haben die Dörfer nicht. Die komfortablen Hotelanlagen sind jedoch mit jeglicher gewünschter Infrastruktur für die Touristen ausgestattet. Strom wird mit Diesel-Generatoren erzeugt, die Wasserversorgung erfolgt oft mit aufbereitetem Meerwasser. In den Resorts sind in der Regel Satellitentelefon und Internetanschlüsse verfügbar.

## Trivia
Die Insel Nanuya Levu (oder Turtle Island) war Drehort des Hollywood-Filmes Die Blaue Lagune des Regisseurs Randal Kleiser aus dem Jahr 1980 mit Brooke Shields und Christopher Atkins.